# Rodolphe Kreutzer
Rodolphe Kreutzer (16 de noviembre de 1766 - 6 de enero de 1831) fue un violinista, profesor, compositor y director de orquesta francés. Es célebre por sus métodos y estudios para violín, y por la sonata que le dedicó Beethoven.

## Biografía
Nació en Versalles. Su padre, músico alemán, violinista de la Capilla Real, le enseñó a tocar el violín, pero su verdadero maestro fue Anton Stamitz. A los 13 años ya interpretó un concierto compuesto por él mismo, viajando poco después a Italia y Alemania donde realizó una serie de actuaciones.
A los 16 años regresó a Francia, sucedió a su padre como primer violín de la Capilla Real (1783-92). En 1792 también accede al puesto de violín solista del Teatro Italiano, donde, ese mismo año, representa su primera ópera Jeanne d’Arc à Orléans, seguida en 1791 de Paul et Virginia y Lodoïska. En 1795 fue nombrado profesor de violín en el Conservatorio de París, puesto que ocupó hasta 1825. En 1801 sucedió a Pierre Rode como primer violín solista de la Ópera y al año siguiente entró en la Capilla del primer cónsul.
De 1815 a 1827, fue maestro de capilla de la Capilla Real, a la vez que desempeñaba las funciones de director de orquesta en la Ópera, la cual pasó a dirigir de 1824 a 1826.
Kreutzer, junto a Pierre Rode y Pierre Baillot, fue uno de los mejores violinistas franceses de su tiempo. Junto a éstos fundó la Escuela francesa de violín y pusieron a punto el Método de violín del Conservatorio (Méthode de violon du Conservatoire). Murió en Ginebra. 
Conoció a Beethoven en 1798 en una gira en Viena. Este le dedicó en 1805 su Sonata para violín y piano nº 9 Op. 47, que recibió el nombre de Sonata a Kreutzer. Dicha sonata inspiró una novela de León Tolstói.
Realizaba sus interpretaciones con un violín construido por Antonio Stradivarius de 1727, actualmente en manos de Maxim Vengerov.

## Su obra
- 42 estudios o caprichos para violín solo.
- Sonatas para violín y bajo.
- 15 tríos para 2 violines y violonchelo.
- 15 cuartetos para cuerda.
- Gran quinteto para oboe y cuerda en do mayor
- 3 sinfonías concertantes.
- 19 conciertos para violín.
- Cerca de 40 óperas.